# Babangida
Александр Игоревич Баку́лин; (17 сентября 1981, Калининград, СССР), более известный под псевдонимами Babangida (рус. Бабанги́да), Боб и Мастер Капюшон — российский рэп-исполнитель. Творчеству Babangida характерно большое количество ненормативной лексики, нетерпимость к ЛГБТ, коммунистические мотивы и, прежде всего, сатирическое изобличение рэп-индустрии в России. («Коба», «Я больше не слышу рокот космодрома», «Свастика» «Эмигрант», «Рэп говно»). Также есть некоторые отсылки к японской культуре и традициям («Бусидо», «Пять стихий», «Гей и гейша»).
Вместе с этим обширный пласт занимают философские («Тень», «Маска», «Пир духа 2009», «Купол», «Огонь», "Конструктор") и лирические песни («Эмо», «Цыганщина», «Старый двор», «Старая гвардия», «Сезонное»).

## Анонимность
Babangida является одним из наиболее ярких представителей андеграунда в русском рэпе. В течение 2002—2005 годов в его творчестве сложился образ, отрицающий мир шоу-бизнеса. Неотъемлемым атрибутом стала анонимность. Бабангида никогда не вёл концертной деятельности и выпустил один официальный альбом «Макаревич». Все его треки, как и альбом «Макаревич», были интернет-релизами, доступными к бесплатному скачиванию, а презентации в большинстве случаев проходили на крупнейших сайтах русскоязычной рэп-тематики hip-hop.ru (отдельные треки, синглы, EP) и rap.ru.

## Биография

### 2001—2004 годы: Раннее творчество
Первый трек под названием «Ебать всех в рот и жопу» Babangida записал в ноябре 2001 года, а первым презентованным в интернете треком стал «Жертва» (май 2002 года), записанный вместе с Baron von Dron (стёб-кавер на одноименную песню группы NTL). В 2002—2004 годах происходило постепенное обретение и формирование узнаваемого впоследствии стиля Бабангиды. На фоне большинства треков, носивших трэшевый, эпатажный характер (самый известный — «Mood Good»/«Шляпа»), и диссов (преимущественно на группу NTL), выделялась лирика («Холод», «Снегири», «Hip-Hop», «Нудняк (27.11.2003)») и сторителлинги («Инженер», «Однажды вечером», «Она верила»).

### 2005 год:сингл«Светлогорск» и 6-й Официальныйбаттл
В апреле 2005 года вышел сингл «Светлогорск», состоящий из двух частей, который помимо фристайлов и инструменталов содержал одноимённый трек, ставший не первым, но самым известным среди исполненных Бабангидой в стиле Quasimoto (с искусственным завышением тембра голоса путём ускорения вокала при записи), а также совместная песня с СД «В жизни так бывает».

Ещё одним значимым треком стал «Рэп говно», являвшийся фактически диссом на весь образ русского рэпа и олицетворяющего его абстрактного среднестатистического русскоязычного MC.

Существенному расширению числа поклонников творчества Бабангиды стало его участие в 6-м Официальном баттле, проведённом в конце 2005 года сайтом hip-hop.ru (один из двух наиболее авторитетных русскоязычных интернет-ресурсов рэп-тематики наряду с rap.ru). Бабангида дошёл до 5-го раунда и не прошёл в следующий из-за несоблюдения условия раунда (на 5-й раунд необходимо было сдать трек в форме сторителлинга, что он не выполнил).

### 2006—2008 годы: Приобретение широкой известности
В 2006 году Бабангида записал дисс на судей 6-го Официального баттла («Рога»), песни «Будулай», «Эмигрант», подготовил треки на первые раунды трёх баттлов (в том числе «Клуб» и «Я живу в столице рэпа»), но дальше не участвовал, пропав из рэпа более чем на год. Сам факт отсутствия Бабангиды вызвал рост интереса к нему, летом 2007 года в интернете стали появляться первые неофициальные трекографии. 
С сентября 2007 года Бабангида вернулся в рэп и начал публиковать новые песни, принесшие ему наибольшую известность («Коба», «Эмо», «Старая гвардия», «Рассел», «Бусидо», «Пять», «Гей и гейша», «Вся правда о Юрии Куклачёве», «Свастика», «Я рэп», «Пердив», «Ранняя весна», «Александр Габозов»). Треки, наполненные большим количеством ненормативной лексики, содержали смесь лирики и эпатажной сатиры. В этот период Бабангида планировал выпустить первый полноценный альбом, чего так и не произошло.
Также Бабангида принял участие в записи альбома группы «Ленина Пакет» — «Гетто нелепых людей».

### 2009 год: 14-й Независимый баттл и «Маска»
2009 год в творчестве Бабангиды стал одним из наиболее плодотворных. Стоит отметить наиболее популярные треки: «Пирдуха 2009», «Калик», «Постапокалипсис», «Сезонное», «Чёрный Властелин», «Цыганщина», «Хип-хоп». Важным событием, принесшем ещё большую известность, стала победа Бабангиды на 14-м Независимом баттле. Одной из главных интриг баттла было заочное противостояние Babangida и Oxxxymiron'а, что выразилось во взаимных выпадах в адрес друг друга в треках нескольких раундов. Однако, в полуфинале Oxxxymiron выбыл, в связи с чем очное противостояние так и не произошло. В конце года Бабангида записал трек «Маска», содержание которого наиболее ярко раскрыло суть его артистического образа, а сама песня стала «визитной карточкой» Бабангиды. Клип «Маска» был презентован на телеканале A-One.
По результатам голосования Hip-Hop.Ru Awards Бабангида был назван исполнителем года в русском рэпе.

### 2010—2011 годы и 9-й Официальный баттл
В начале 2010 года вышел совместный сингл Бабангиды и РЖБ «Дайте мне», на котором центральное место занял одноимённый трек, ставший одним из образцов лирических песен Бабангиды.
Записанные в 2011 году треки «Вечная зима», «16», «Огонь», «Пока горит свеча» также свидетельствовали об отклонении в творчестве Бабангиды в лирическую плоскость.
В 2011 году Бабангида принял участие в 9-м Официальном баттле, где дошёл до полуфинала, а затем выиграл раунд за третье место. При этом многие посчитали, что Бабангиду незаслуженно засудили, так как по результатам зрительского голосования именно он был назван лучшим MC баттла, а лучшим треком был назван «Жертва системы», сданный Babangida на 10-й раунд.
В дополнение ко всему по итогам 2011 года он во второй раз выиграл в номинации «Исполнитель года» на Hip-Hop.Ru Awards.

### 2012 год: Альбом «Макаревич»
В 2012 году после долгого ожидания вышел дебютный альбом Бабангиды «Макаревич». По результатам Hip-Hop.Ru Awards альбом был назван альбомом года, а сам факт его выхода выиграл в номинации «Событие года». Альбом содержал многие привычные для творчества Babangida темы: сатиру на индустрию русского рэпа, стилизации под гангста-рэп («Конструктор», «Варим», «r.i.p. Олди») и философскую лирику («Тень», «Купол»).

### 2013 год: исчезновение из рэпа
За весь 2013 года Бабангида записал лишь один фристайл («Фристайл 2013»), ставший последним его треком. После июня 2013 года Бабангида исчез из рэпа, хотя официальных заявлений об этом не давал. Публиковавшиеся впоследствии песни (Ленина Пакет и UrbanХлеб «Ностальгия», Бабангида и Pra(Killa’Gramm) «Провинция») не были новыми, а их запись датировалась 2011 годом.

## Группа «Ленина Пакет»
В течение нескольких лет Бабангида состоял в группе «Ленина Пакет» и принял участие в записи четырёх альбомов. Наиболее известными треками, исполненными в составе группы, стали «Гетто нелепых людей», «Нас спонсирует Зюганов», «Салам, я модный».

## Участие в баттлах
На сайте hip-hop.ru Бабангида в 2005—2012 годах был причастен к восьми баттлам:
- 2005 год — 6-й Официальный баттл[18] (дошёл до 5-го раунда)
- 2006 год — 4-й Командный баттл (подготовил куплет для трека на 1-й раунд «Вместе весело шагать по просторам»)
- 2006 год — 2-й Баттл неумеющих читать MC (сдал трек на 1-й раунд «Клуб», дальше не участвовал)
- 2006 год — 12-й Независимый баттл[19] (сдал трек на 1-й раунд «Я живу в столице рэпа», дальше не участвовал)
- 2008/9 год — 14-й Независимый баттл (одержал победу)
- 2010 год — 7-й Командный баттл (участвовал в группе «Красные пи...асы», которая дошла до 4 раунда)
- 2011/12 год — 9-й Официальный баттл[20] (занял 3-е место)
- 2012 год — The Battle Style (дошёл до 3-го раунда, дальше не участвовал)

## Дискография

### Бабангида
- 2004 — 10-е ноября (ЕР)
- 2004 — Возвращение Будулая (ЕР)
- 2005 — Mini (ЕР)
- 2005 — Светлогорск (сингл)
- 2012 — Макаревич (альбом)
- 2025 — Макаревич (выход альбома на LP)

### На альбомах других исполнителей

#### Группа «Ленина Пакет»
- 2006 — Гетто нелепых людей («Intro», «Гетто нелепых людей», «А мне не очень»)
- 2008 — Ленина пакет («Салам», «Утопический социализм»)
- 2009 — Нас спонсирует Зюганов («Израильщина», «Я видел б-га», «Нас спонсирует Зюганов», «Чтозабеспредел», «Бандитизм», «Этюд», «На фотках»)
- 2009 — Миксед дошп («Лимонад»)
- 2010 — Головокружение («Формейшн»)
- 2010 — Кто ты (Децл трибьют) («Вечеринка», «Принцесса», «Надежда на завтра»)

#### Ваня Айван
- 2010 - Думиничское подворье («Бубльгусман», «Деструкт»)

#### Бабангида и РЖБ
- 2010 — Вам (сингл)
- 2010 — Дайте мне (сингл)

#### Pra(Killa’Gramm)
- 2011 — Готовим мяско (сингл)
- 2013 — Топь («Провинция»)

## Награды и номинации
| Год  | Номинант                  | Награда           | Номинация        | Результат |
| ---- | ------------------------- | ----------------- | ---------------- | --------- |
| 2006 | Babangida                 | Hip-Hop.Ru Awards | MC года          | Номинация |
| 2007 | Babangida                 | Hip-Hop.Ru Awards | MC года          | Номинация |
| 2009 | Babangida                 | Hip-Hop.Ru Awards | Исполнитель года | Победа    |
| 2010 | «Дайте Мне»               | Hip-Hop.Ru Awards | Лучший EP/Single | Номинация |
| 2011 | Babangida                 | Hip-Hop.Ru Awards | Исполнитель года | Победа    |
| 2012 | Babangida                 | Hip-Hop.Ru Awards | Исполнитель года | Номинация |
| 2012 | «Макаревич»               | Hip-Hop.Ru Awards | Альбом года      | Победа    |
| 2012 | Выход альбома «Макаревич» | Hip-Hop.Ru Awards | Событие года     | Победа    |